# 尤利乌斯·托尔马
尤利乌斯·托尔马（1922年3月7日—1991年10月23日），捷克斯洛伐克男子拳击运动员。他曾代表捷克斯洛伐克参加1948年、1952年和1956年夏季奥林匹克运动会拳击比赛，其中1948年奥运会获得一枚金牌。